# Acrocephalus bistrigiceps
Acrocephalus bistrigiceps е вид птица от семейство Acrocephalidae. Видът е незастрашен от изчезване.

## Разпространение
Разпространен е в Камбоджа, Китай, Хонконг, Индия, Индонезия, Япония, Корея, Република Корея, Лаос, Малайзия, Монголия, Мианмар, Непал, Русия, Сингапур, Тайван, Тайланд и Виетнам.